# Élections municipales de 2014 à Mayotte
Les élections municipales à Mayotte ont eu lieu les 23 et 30 mars 2014.

## Maires sortants et maires élus
Le scrutin est marqué par des changements notoires. La gauche est battue à Bandraboua et Dembeni. Elle enregistre cependant des succès à Acoua, Bandrele, Bouéni, Chirongui, Dzaoudzi, Mtsamboro et surtout Mamoudzou, le chef-lieu aligné à droite depuis le dernier scrutin. La droite remporte quant à elle les villes de Chiconi, Kani-Kéli, Koungou, M'Tsangamouji, Sada et Tsingoni.
| Commune       | Population | Maire sortant          | Parti | Parti | Maire élu              | Parti | Parti |
| ------------- | ---------- | ---------------------- | ----- | ----- | ---------------------- | ----- | ----- |
| Acoua         | 4 714      | Koutoubou Abal-Hassani |       | UMP   | Salime Ben Mognehazi   |       | DVG   |
| Bandraboua    | 10 132     | Ahamada Fahardine      |       | PS    | Soulaimana Boura       |       | DVD   |
| Bandrele      | 7 885      | Moussa Madi Ngabou     |       | UMP   | Ali Moussa Moussa Ben  |       | DVG   |
| Bouéni        | 6 402      | Mohamed Youssouf       |       | MDM   | Mouslim Abdourahaman   |       | DVG   |
| Chiconi       | 7 048      | Yssoufi Madi Mchindra  |       | DIV   | Zainoudine Antoyissa   |       | UMP   |
| Chirongui     | 8 047      | Dhoifir Ahmedomar      |       | DIV   | Hanima Ibrahima        |       | DVG   |
| Dembeni       | 10 923     | Soihibou Hamada        |       | PS    | Soihibou Hamada        |       | DVD   |
| Dzaoudzi      | 14 311     | Mohamadi Bacar M'Colo  |       | MDM   | Said Omar Oili         |       | DVG   |
| Kani-Kéli     | 4 920      | Aynoudine Madi         |       | MPM   | Soilihi Ahmed          |       | UMP   |
| Koungou       | 26 488     | Assani Saïndou Bamcolo |       | DIV   | Assani Saindou Bamcolo |       | DVD   |
| M'Tsangamouji | 6 314      | Madi Issouf Moula      |       | DIV   | Said Maanrifa Ibrahima |       | UMP   |
| Mamoudzou     | 57 281     | Abdourahamane Soilihi  |       | UMP   | Mohamed Majani         |       | DVG   |
| Mtsamboro     | 7 805      | Mohamadi Soumaila      |       | UMP   | Harouna Colo           |       | DVG   |
| Ouangani      | 9 834      | Ali Ahmed Combo        |       | UMP   | Ali Ahmed-combo        |       | UMP   |
| Pamandzi      | 9 892      | Ramlati Ali            |       | PS    | Mahafourou Saidali     |       | DVG   |
| Sada          | 10 195     | Hamada Binali          |       | DIV   | Anchya Bamana          |       | UMP   |
| Tsingoni      | 10 454     | Amedi Ibrahim          |       | DIV   | Bacar Mohamed          |       | UMP   |

## Résultats dans toutes les communes

### Acoua
- Maire sortant : Koutoubou Abal-Hassani (UMP)
- 27 sièges à pourvoir au conseil municipal (population légale 2011 : 4 714 habitants)

| Tête de liste  | Tête de liste               | Liste          | Premier tour | Premier tour | Second tour | Second tour | Sièges | Sièges |
| Tête de liste  | Tête de liste               | Liste          | Voix         | %            | Voix        | %           | CM     |        |
| -------------- | --------------------------- | -------------- | ------------ | ------------ | ----------- | ----------- | ------ | ------ |
|                | Salime Ben Mognehazi        | DVG            | 544          | 31,70        | 615         | 34,35       | 5      |        |
|                | Ahmed Darouechi             | PS             | 513          | 29,89        | 831         | 46,42       | 20     |        |
|                | Ali Al Wally Mdallah        | UMP            | 380          | 22,14        | 344         | 19,21       | 2      |        |
|                | Abdourahamane Seven Rachadi | DVG            | 279          | 16,25        |             |             |        |        |
|                |                             |                |              |              |             |             |        |        |
| Inscrits       | Inscrits                    | Inscrits       | 2 456        | 100,00       | 2 477       | 100,00      |        |        |
| Abstentions    | Abstentions                 | Abstentions    | 706          | 28,75        | 660         | 26,65       |        |        |
| Votants        | Votants                     | Votants        | 1 750        | 71,25        | 1 817       | 73,35       |        |        |
| Blancs et nuls | Blancs et nuls              | Blancs et nuls | 34           | 1,94         | 27          | 1,49        |        |        |
| Exprimés       | Exprimés                    | Exprimés       | 1 716        | 98,06        | 1 790       | 98,51       |        |        |

### Bandraboua
- Maire sortant : Ahamada Fahardine (PS)
- 33 sièges à pourvoir au conseil municipal (population légale 2011 : 10 132 habitants)

| Tête de liste            | Tête de liste       | Liste          | Premier tour | Premier tour | Second tour | Second tour | Sièges | Sièges |
| Tête de liste            | Tête de liste       | Liste          | Voix         | %            | Voix        | %           | CM     |        |
| ------------------------ | ------------------- | -------------- | ------------ | ------------ | ----------- | ----------- | ------ | ------ |
|                          | Ahamada Fahardine * | PS             | 1 531        | 47,65        | 1 618       | 48,94       | 8      |        |
|                          | Soulaimana Boura    | DVD            | 1 206        | 37,53        | 1 688       | 51,05       | 25     |        |
|                          | Hamada Haladi       | UDI            | 476          | 14,81        |             |             |        |        |
|                          |                     |                |              |              |             |             |        |        |
| Inscrits                 | Inscrits            | Inscrits       | 4 126        | 100,00       | 4 130       | 100,00      |        |        |
| Abstentions              | Abstentions         | Abstentions    | 875          | 21,21        | 795         | 19,25       |        |        |
| Votants                  | Votants             | Votants        | 3 251        | 78,79        | 3 335       | 80,75       |        |        |
| Blancs et nuls           | Blancs et nuls      | Blancs et nuls | 38           | 1,17         | 29          | 0,87        |        |        |
| Exprimés                 | Exprimés            | Exprimés       | 3 213        | 98,83        | 3 306       | 99,13       |        |        |
| * Liste du maire sortant |                     |                |              |              |             |             |        |        |

### Bandrele
- Maire sortant : Moussa Madi Ngabou (UMP)
- 29 sièges à pourvoir au conseil municipal (population légale 2011 : 7 885 habitants)

| Tête de liste            | Tête de liste         | Liste          | Premier tour | Premier tour | Second tour | Second tour | Sièges | Sièges |
| Tête de liste            | Tête de liste         | Liste          | Voix         | %            | Voix        | %           | CM     |        |
| ------------------------ | --------------------- | -------------- | ------------ | ------------ | ----------- | ----------- | ------ | ------ |
|                          | Ali Moussa Moussa Ben | DVG            | 776          | 33,36        | 1 339       | 55,14       | 23     |        |
|                          | Moussa Madi Ngabou *  | UMP            | 629          | 27,04        | 816         | 33,60       | 5      |        |
|                          | Abdallah Soibirina    | PS             | 481          | 20,67        |             |             |        |        |
|                          | Assani M'chindra-mari | DVD            | 440          | 18,91        | 273         | 11,24       | 1      |        |
|                          |                       |                |              |              |             |             |        |        |
| Inscrits                 | Inscrits              | Inscrits       | 3 773        | 100,00       | 3 748       | 100,00      |        |        |
| Abstentions              | Abstentions           | Abstentions    | 1 384        | 36,68        | 1 278       | 34,10       |        |        |
| Votants                  | Votants               | Votants        | 2 389        | 63,32        | 2 470       | 65,90       |        |        |
| Blancs et nuls           | Blancs et nuls        | Blancs et nuls | 63           | 2,64         | 42          | 1,70        |        |        |
| Exprimés                 | Exprimés              | Exprimés       | 2 326        | 97,36        | 2 428       | 98,30       |        |        |
| * Liste du maire sortant |                       |                |              |              |             |             |        |        |

### Bouéni
- Maire sortant : Mohamed Youssouf (MDM)
- 29 sièges à pourvoir au conseil municipal (population légale 2011 : 6 402 habitants)

| Tête de liste  | Tête de liste         | Liste          | Premier tour | Premier tour | Second tour | Second tour | Sièges | Sièges |
| Tête de liste  | Tête de liste         | Liste          | Voix         | %            | Voix        | %           | CM     |        |
| -------------- | --------------------- | -------------- | ------------ | ------------ | ----------- | ----------- | ------ | ------ |
|                | Ousseni Mirhane       | SE             | 996          | 37,23        | 1 282       | 46,49       | 6      |        |
|                | Mouslim Abdourahaman  | DVG            | 672          | 25,12        | 1 475       | 53,50       | 23     |        |
|                | Hamada Ali Hadhuri    | PS             | 455          | 17,00        |             |             |        |        |
|                | Houssene Cheik-ahamed | DVG            | 333          | 12,44        |             |             |        |        |
|                | Saindou Hamada        | UMP            | 219          | 8,18         |             |             |        |        |
|                |                       |                |              |              |             |             |        |        |
| Inscrits       | Inscrits              | Inscrits       | 3 395        | 100,00       | 3 400       | 100,00      |        |        |
| Abstentions    | Abstentions           | Abstentions    | 679          | 20,00        | 578         | 17,00       |        |        |
| Votants        | Votants               | Votants        | 2 716        | 80,00        | 2 822       | 83,00       |        |        |
| Blancs et nuls | Blancs et nuls        | Blancs et nuls | 41           | 1,51         | 65          | 2,30        |        |        |
| Exprimés       | Exprimés              | Exprimés       | 2 675        | 98,49        | 2 757       | 97,70       |        |        |

### Chiconi
- Maire sortant : Yssoufi Madi Mchindra (SE)
- 29 sièges à pourvoir au conseil municipal (population légale 2011 : 7 048 habitants)

| Tête de liste  | Tête de liste        | Liste          | Premier tour | Premier tour | Second tour | Second tour | Sièges | Sièges |
| Tête de liste  | Tête de liste        | Liste          | Voix         | %            | Voix        | %           | CM     |        |
| -------------- | -------------------- | -------------- | ------------ | ------------ | ----------- | ----------- | ------ | ------ |
|                | Zainoudine Antoyissa | UMP            | 1 367        | 44,71        | 1 652       | 52,24       | 22     |        |
|                | Bacar Saindou        | DVG            | 1 176        | 38,46        | 1 510       | 47,75       | 7      |        |
|                | Anli Anrifadjati     | DVG            | 514          | 16,81        |             |             |        |        |
|                |                      |                |              |              |             |             |        |        |
| Inscrits       | Inscrits             | Inscrits       | 4 138        | 100,00       | 4 140       | 100,00      |        |        |
| Abstentions    | Abstentions          | Abstentions    | 966          | 23,34        | 882         | 21,30       |        |        |
| Votants        | Votants              | Votants        | 3 172        | 76,66        | 3 258       | 78,70       |        |        |
| Blancs et nuls | Blancs et nuls       | Blancs et nuls | 115          | 3,63         | 96          | 2,95        |        |        |
| Exprimés       | Exprimés             | Exprimés       | 3 057        | 96,37        | 3 162       | 97,05       |        |        |

### Chirongui
- Maire sortant : Dhoifir Ahmedomar (SE)
- 29 sièges à pourvoir au conseil municipal (population légale 2011 : 8 047 habitants)

| Tête de liste  | Tête de liste              | Liste          | Premier tour | Premier tour | Second tour | Second tour | Sièges | Sièges |
| Tête de liste  | Tête de liste              | Liste          | Voix         | %            | Voix        | %           | CM     |        |
| -------------- | -------------------------- | -------------- | ------------ | ------------ | ----------- | ----------- | ------ | ------ |
|                | Hanima Ibrahima            | DVG            | 1 274        | 40,58        | 1 635       | 50,66       | 22     |        |
|                | Adams Dry                  | UMP            | 964          | 30,71        | 1 592       | 49,33       | 7      |        |
|                | Abdoul Karim Soulaimana    | DVD            | 633          | 20,16        |             |             |        |        |
|                | Mohamed Chakiri Anridhoine | DVG            | 142          | 4,52         |             |             |        |        |
|                | Andhanouni Said            | UDI            | 126          | 4,01         |             |             |        |        |
|                |                            |                |              |              |             |             |        |        |
| Inscrits       | Inscrits                   | Inscrits       | 4 459        | 100,00       | 4 461       | 100,00      |        |        |
| Abstentions    | Abstentions                | Abstentions    | 1 260        | 28,26        | 1 181       | 26,47       |        |        |
| Votants        | Votants                    | Votants        | 3 199        | 71,74        | 3 280       | 73,53       |        |        |
| Blancs et nuls | Blancs et nuls             | Blancs et nuls | 60           | 1,88         | 53          | 1,62        |        |        |
| Exprimés       | Exprimés                   | Exprimés       | 3 139        | 98,12        | 3 227       | 98,38       |        |        |

### Dembeni
- Maire sortant : Soihibou Hamada (PS)
- 33 sièges à pourvoir au conseil municipal (population légale 2011 : 10 923 habitants)

| Tête de liste            | Tête de liste        | Liste          | Premier tour | Premier tour | Second tour | Second tour | Sièges | Sièges |
| Tête de liste            | Tête de liste        | Liste          | Voix         | %            | Voix        | %           | CM     |        |
| ------------------------ | -------------------- | -------------- | ------------ | ------------ | ----------- | ----------- | ------ | ------ |
|                          | Ambdi Hamada Jouwaou | DVG            | 890          | 38,36        | 1 117       | 47,17       | 8      |        |
|                          | Soihibou Hamada *    | DVD            | 832          | 35,86        | 1 124       | 47,46       | 25     |        |
|                          | Maoulida Soula       | UMP            | 347          | 14,95        |             |             |        |        |
|                          | Rachadi Saindou      | DVG            | 251          | 10,81        | 127         | 5,36        |        |        |
|                          |                      |                |              |              |             |             |        |        |
| Inscrits                 | Inscrits             | Inscrits       | 3 152        | 100,00       | 3 154       | 100,00      |        |        |
| Abstentions              | Abstentions          | Abstentions    | 786          | 24,94        | 716         | 22,70       |        |        |
| Votants                  | Votants              | Votants        | 2 366        | 75,06        | 2 438       | 77,30       |        |        |
| Blancs et nuls           | Blancs et nuls       | Blancs et nuls | 46           | 1,94         | 70          | 2,87        |        |        |
| Exprimés                 | Exprimés             | Exprimés       | 2 320        | 98,06        | 2 368       | 97,13       |        |        |
| * Liste du maire sortant |                      |                |              |              |             |             |        |        |

### Dzaoudzi
- Maire sortant : Mohamadi Bacar M'Colo (MDM)
- 33 sièges à pourvoir au conseil municipal (population légale 2011 : 14 311 habitants)

|                          | Said Omar Oili         | DVG            | 1 711 | 60,26  | 27 |  |  |  |
|                          | Mohamadi Bacar Mcolo * | DVG            | 788   | 27,75  | 5  |  |  |  |
|                          | Aïda Boura-m'colo      | UDI            | 208   | 7,32   | 1  |  |  |  |
|                          | Ali Omar               | DVG            | 132   | 4,64   |    |  |  |  |
|                          |                        |                |       |        |    |  |  |  |
| Inscrits                 | Inscrits               | Inscrits       | 4 715 | 100,00 |    |  |  |  |
| Abstentions              | Abstentions            | Abstentions    | 1 818 | 38,56  |    |  |  |  |
| Votants                  | Votants                | Votants        | 2 897 | 61,44  |    |  |  |  |
| Blancs et nuls           | Blancs et nuls         | Blancs et nuls | 58    | 2,00   |    |  |  |  |
| Exprimés                 | Exprimés               | Exprimés       | 2 839 | 98,00  |    |  |  |  |
| * Liste du maire sortant |                        |                |       |        |    |  |  |  |

### Kani-Kéli
- Maire sortant : Aynoudine Madi (MPM)
- 27 sièges à pourvoir au conseil municipal (population légale 2011 : 4 920 habitants)

| Tête de liste  | Tête de liste          | Liste          | Premier tour | Premier tour | Second tour | Second tour | Sièges | Sièges |
| Tête de liste  | Tête de liste          | Liste          | Voix         | %            | Voix        | %           | CM     |        |
| -------------- | ---------------------- | -------------- | ------------ | ------------ | ----------- | ----------- | ------ | ------ |
|                | Assani-Soufiane Ayouba | DVD            | 740          | 31,61        | 1 133       | 47,56       | 6      |        |
|                | Soilihi Ahmed          | UMP            | 663          | 28,32        | 1 249       | 52,43       | 21     |        |
|                | Abdourahamane Ravoay   | DVG            | 484          | 20,67        |             |             |        |        |
|                | Mouhamadi Issouf       | DVG            | 366          | 15,63        |             |             |        |        |
|                | Nourdine Charaffidine  | DVG            | 88           | 3,75         |             |             |        |        |
|                |                        |                |              |              |             |             |        |        |
| Inscrits       | Inscrits               | Inscrits       | 3 526        | 100,00       | 3 535       | 100,00      |        |        |
| Abstentions    | Abstentions            | Abstentions    | 1 100        | 31,20        | 1 043       | 29,50       |        |        |
| Votants        | Votants                | Votants        | 2 426        | 68,80        | 2 492       | 70,50       |        |        |
| Blancs et nuls | Blancs et nuls         | Blancs et nuls | 85           | 3,50         | 110         | 4,41        |        |        |
| Exprimés       | Exprimés               | Exprimés       | 2 341        | 96,50        | 2 382       | 95,59       |        |        |

### Koungou
- Maire sortant : Assani Saïndou Bamcolo (SE)
- 35 sièges à pourvoir au conseil municipal (population légale 2011 : 26 488 habitants)

| Tête de liste            | Tête de liste            | Liste          | Premier tour | Premier tour | Second tour | Second tour | Sièges | Sièges |
| Tête de liste            | Tête de liste            | Liste          | Voix         | %            | Voix        | %           | CM     |        |
| ------------------------ | ------------------------ | -------------- | ------------ | ------------ | ----------- | ----------- | ------ | ------ |
|                          | Assani Saindou Bamcolo * | DVD            | 590          | 22,28        | 1 024       | 38,05       | 25     |        |
|                          | Toyfati Ahamadi Ali      | UMP            | 417          | 15,75        | 992         | 36,86       | 6      |        |
|                          | Said Ahamadi             | DVG            | 380          | 14,35        | 675         | 25,08       | 4      |        |
|                          | Anlimou Souffou Kassim   | DVD            | 314          | 11,86        | 0           | 0,00        |        |        |
|                          | Hamada-Hamidou Sidi      | DVG            | 274          | 10,35        |             |             |        |        |
|                          | Ahmed Souffou            | DVD            | 236          | 8,91         |             |             |        |        |
|                          | Soiffaoui Saïd           | SE             | 160          | 6,04         |             |             |        |        |
|                          | Hafifa Daoud             | PS             | 149          | 5,62         |             |             |        |        |
|                          | Ali Alimdine             | DVD            | 127          | 4,79         |             |             |        |        |
|                          |                          |                |              |              |             |             |        |        |
| Inscrits                 | Inscrits                 | Inscrits       | 4 513        | 100,00       | 4 612       | 100,00      |        |        |
| Abstentions              | Abstentions              | Abstentions    | 1 800        | 39,88        | 1 853       | 40,18       |        |        |
| Votants                  | Votants                  | Votants        | 2 713        | 60,12        | 2 759       | 59,82       |        |        |
| Blancs et nuls           | Blancs et nuls           | Blancs et nuls | 66           | 2,43         | 68          | 2,46        |        |        |
| Exprimés                 | Exprimés                 | Exprimés       | 2 647        | 97,57        | 2 691       | 97,54       |        |        |
| * Liste du maire sortant |                          |                |              |              |             |             |        |        |

### M'Tsangamouji
- Maire sortant : Madi Issouf Moula (SE)
- 29 sièges à pourvoir au conseil municipal (population légale 2011 : 6 314 habitants)

| Tête de liste            | Tête de liste          | Liste          | Premier tour | Premier tour | Second tour | Second tour | Sièges | Sièges |
| Tête de liste            | Tête de liste          | Liste          | Voix         | %            | Voix        | %           | CM     |        |
| ------------------------ | ---------------------- | -------------- | ------------ | ------------ | ----------- | ----------- | ------ | ------ |
|                          | Issouf Madi Moula *    | PS             | 988          | 35,91        | 1 401       | 49,98       | 7      |        |
|                          | Said Maanrifa Ibrahima | UMP            | 982          | 35,69        | 1 402       | 50,01       | 22     |        |
|                          | Ouirdani Vita          | DVD            | 452          | 16,43        |             |             |        |        |
|                          | Ousmane Ahamada Siaka  | UDI            | 329          | 11,95        |             |             |        |        |
|                          |                        |                |              |              |             |             |        |        |
| Inscrits                 | Inscrits               | Inscrits       | 3 989        | 100,00       | 3 927       | 100,00      |        |        |
| Abstentions              | Abstentions            | Abstentions    | 1 182        | 29,63        | 1 057       | 26,92       |        |        |
| Votants                  | Votants                | Votants        | 2 807        | 70,37        | 2 870       | 73,08       |        |        |
| Blancs et nuls           | Blancs et nuls         | Blancs et nuls | 56           | 2,00         | 67          | 2,33        |        |        |
| Exprimés                 | Exprimés               | Exprimés       | 2 751        | 98,00        | 2 803       | 97,67       |        |        |
| * Liste du maire sortant |                        |                |              |              |             |             |        |        |

### Mamoudzou
- Maire sortant : Abdourahamane Soilihi (UMP)
- 45 sièges à pourvoir au conseil municipal (population légale 2011 : 57 281 habitants)

| Tête de liste            | Tête de liste              | Liste          | Premier tour | Premier tour | Second tour | Second tour | Sièges | Sièges |
| Tête de liste            | Tête de liste              | Liste          | Voix         | %            | Voix        | %           | CM     |        |
| ------------------------ | -------------------------- | -------------- | ------------ | ------------ | ----------- | ----------- | ------ | ------ |
|                          | Ben Youssouf Chihabouddine | DVG            | 1 401        | 23,31        | 2 081       | 32,93       | 7      |        |
|                          | Abdourahamane Soilihi *    | UMP            | 1 387        | 23,08        | 1 883       | 29,80       | 7      |        |
|                          | Mohamed Majani             | DVG            | 1 082        | 18,00        | 2 354       | 37,25       | 31     |        |
|                          | Bacar Ali Boto             | DVG            | 1 064        | 17,70        |             |             |        |        |
|                          | Dhinouraine M'colo Mainty  | DVG            | 744          | 12,38        |             |             |        |        |
|                          | Enly Mahamoudou            | DVG            | 331          | 5,50         |             |             |        |        |
|                          |                            |                |              |              |             |             |        |        |
| Inscrits                 | Inscrits                   | Inscrits       | 11 212       | 100,00       | 11 281      | 100,00      |        |        |
| Abstentions              | Abstentions                | Abstentions    | 4 997        | 44,57        | 4 831       | 42,82       |        |        |
| Votants                  | Votants                    | Votants        | 6 215        | 55,43        | 6 450       | 57,18       |        |        |
| Blancs et nuls           | Blancs et nuls             | Blancs et nuls | 206          | 3,31         | 132         | 2,05        |        |        |
| Exprimés                 | Exprimés                   | Exprimés       | 6 009        | 96,69        | 6 318       | 97,95       |        |        |
| * Liste du maire sortant |                            |                |              |              |             |             |        |        |

### Mtsamboro
- Maire sortant : Mohamadi Soumaila (UMP)
- 29 sièges à pourvoir au conseil municipal (population légale 2011 : 7 805 habitants)

| Tête de liste  | Tête de liste         | Liste          | Premier tour | Premier tour | Second tour | Second tour | Sièges | Sièges |
| Tête de liste  | Tête de liste         | Liste          | Voix         | %            | Voix        | %           | CM     |        |
| -------------- | --------------------- | -------------- | ------------ | ------------ | ----------- | ----------- | ------ | ------ |
|                | Ishaka Rachidi        | UMP            | 1 141        | 33,33        | 1 451       | 40,53       | 6      |        |
|                | Harouna Colo          | DVG            | 1 032        | 30,14        | 1 625       | 45,39       | 21     |        |
|                | Laithidine Ben Said   | DVG            | 574          | 16,76        | 504         | 14,07       | 2      |        |
|                | Faoulati Sandi        | FN             | 418          | 12,21        |             |             |        |        |
|                | Abdullah Big Mikidadi | DVG            | 203          | 5,93         |             |             |        |        |
|                | Achiaty Attoumane     | DVG            | 55           | 1,60         |             |             |        |        |
|                |                       |                |              |              |             |             |        |        |
| Inscrits       | Inscrits              | Inscrits       | 5 137        | 100,00       | 5 155       | 100,00      |        |        |
| Abstentions    | Abstentions           | Abstentions    | 1 633        | 31,79        | 1 505       | 29,19       |        |        |
| Votants        | Votants               | Votants        | 3 504        | 68,21        | 3 650       | 70,81       |        |        |
| Blancs et nuls | Blancs et nuls        | Blancs et nuls | 81           | 2,31         | 70          | 1,92        |        |        |
| Exprimés       | Exprimés              | Exprimés       | 3 423        | 97,69        | 3 580       | 98,08       |        |        |

### Ouangani
- Maire sortant : Ali Ahmed Combo (UMP)
- 29 sièges à pourvoir au conseil municipal (population légale 2011 : 9 834 habitants)

| Tête de liste            | Tête de liste     | Liste          | Premier tour | Premier tour | Second tour | Second tour | Sièges | Sièges |
| Tête de liste            | Tête de liste     | Liste          | Voix         | %            | Voix        | %           | CM     |        |
| ------------------------ | ----------------- | -------------- | ------------ | ------------ | ----------- | ----------- | ------ | ------ |
|                          | Ali Ahmed-Combo * | UMP            | 1 023        | 48,09        | 1 171       | 51,81       | 22     |        |
|                          | Attoumani Harouna | DVG            | 838          | 39,39        | 1 089       | 48,18       | 7      |        |
|                          | Bouchourani Ali   | UDI            | 266          | 12,50        |             |             |        |        |
|                          |                   |                |              |              |             |             |        |        |
| Inscrits                 | Inscrits          | Inscrits       | 2 956        | 100,00       | 2 927       | 100,00      |        |        |
| Abstentions              | Abstentions       | Abstentions    | 791          | 26,76        | 629         | 21,49       |        |        |
| Votants                  | Votants           | Votants        | 2 165        | 73,24        | 2 298       | 78,51       |        |        |
| Blancs et nuls           | Blancs et nuls    | Blancs et nuls | 38           | 1,76         | 38          | 1,65        |        |        |
| Exprimés                 | Exprimés          | Exprimés       | 2 127        | 98,24        | 2 260       | 98,35       |        |        |
| * Liste du maire sortant |                   |                |              |              |             |             |        |        |

### Pamandzi
- Maire sortant : Ramlati Ali (PS)
- 29 sièges à pourvoir au conseil municipal (population légale 2011 : 9 892 habitants)

| Tête de liste  | Tête de liste          | Liste          | Premier tour | Premier tour | Second tour | Second tour | Sièges | Sièges |
| Tête de liste  | Tête de liste          | Liste          | Voix         | %            | Voix        | %           | CM     |        |
| -------------- | ---------------------- | -------------- | ------------ | ------------ | ----------- | ----------- | ------ | ------ |
|                | Mahafourou Saidali     | DVG            | 859          | 38,17        | 1 083       | 48,02       | 22     |        |
|                | Ousseni Maandhui       | DVD            | 508          | 22,57        | 589         | 26,11       | 4      |        |
|                | Aboubacar Achirafi     | DVG            | 504          | 22,40        | 583         | 25,85       | 3      |        |
|                | Manrouf Said Hachim    | SE             | 147          | 6,53         |             |             |        |        |
|                | Soufou Nizar           | UDI            | 117          | 5,20         |             |             |        |        |
|                | Franck El-Amine Madjid | DVD            | 115          | 5,11         |             |             |        |        |
|                |                        |                |              |              |             |             |        |        |
| Inscrits       | Inscrits               | Inscrits       | 3 617        | 100,00       | 3 625       | 100,00      |        |        |
| Abstentions    | Abstentions            | Abstentions    | 1 296        | 35,83        | 1 319       | 36,39       |        |        |
| Votants        | Votants                | Votants        | 2 321        | 64,17        | 2 306       | 63,61       |        |        |
| Blancs et nuls | Blancs et nuls         | Blancs et nuls | 71           | 3,06         | 51          | 2,21        |        |        |
| Exprimés       | Exprimés               | Exprimés       | 2 250        | 96,94        | 2 255       | 97,79       |        |        |

### Sada
- Maire sortant : Hamada Binali (SE)
- 33 sièges à pourvoir au conseil municipal (population légale 2011 : 10 195 habitants)

|                | Anchya Bamana  | UMP            | 1 763 | 50,45  | 25 |  |  |  |
|                | Ansufou Bacar  | DVG            | 1 731 | 49,54  | 8  |  |  |  |
|                |                |                |       |        |    |  |  |  |
| Inscrits       | Inscrits       | Inscrits       | 5 156 | 100,00 |    |  |  |  |
| Abstentions    | Abstentions    | Abstentions    | 1 599 | 31,01  |    |  |  |  |
| Votants        | Votants        | Votants        | 3 557 | 68,99  |    |  |  |  |
| Blancs et nuls | Blancs et nuls | Blancs et nuls | 63    | 1,77   |    |  |  |  |
| Exprimés       | Exprimés       | Exprimés       | 3 494 | 98,23  |    |  |  |  |

### Tsingoni
- Maire sortant : Amedi Ibrahim (SE)
- 33 sièges à pourvoir au conseil municipal (population légale 2011 : 10 454 habitants)

| Tête de liste            | Tête de liste             | Liste          | Premier tour | Premier tour | Second tour | Second tour | Sièges | Sièges |
| Tête de liste            | Tête de liste             | Liste          | Voix         | %            | Voix        | %           | CM     |        |
| ------------------------ | ------------------------- | -------------- | ------------ | ------------ | ----------- | ----------- | ------ | ------ |
|                          | Bacar Mohamed             | UMP            | 844          | 35,76        | 1 499       | 60,15       | 27     |        |
|                          | Ibrahim Amedi Boinahery * | DVG            | 832          | 35,25        | 993         | 39,84       | 6      |        |
|                          | Ahmed Rama                | SE             | 449          | 19,02        |             |             |        |        |
|                          | Kira Bacar Adacolo        | PS             | 235          | 9,95         |             |             |        |        |
|                          |                           |                |              |              |             |             |        |        |
| Inscrits                 | Inscrits                  | Inscrits       | 3 289        | 100,00       | 3 298       | 100,00      |        |        |
| Abstentions              | Abstentions               | Abstentions    | 898          | 27,30        | 778         | 23,59       |        |        |
| Votants                  | Votants                   | Votants        | 2 391        | 72,70        | 2 520       | 76,41       |        |        |
| Blancs et nuls           | Blancs et nuls            | Blancs et nuls | 31           | 1,30         | 28          | 1,11        |        |        |
| Exprimés                 | Exprimés                  | Exprimés       | 2 360        | 98,70        | 2 492       | 98,89       |        |        |
| * Liste du maire sortant |                           |                |              |              |             |             |        |        |